# Xả súng tại trường học

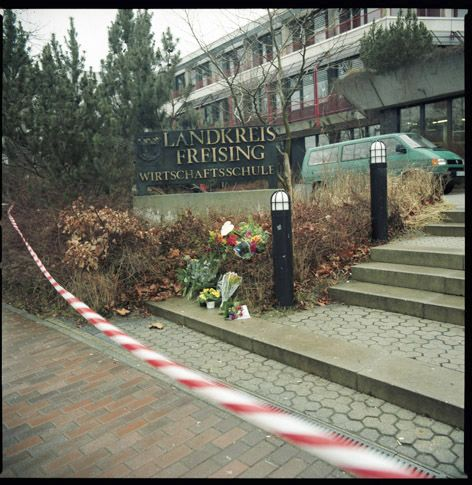
Một vụ xả súng tại trường học

Một vụ xả súng tại trường học là một cuộc tấn công tại một tổ chức giáo dục như trường tiểu học, trung học hoặc đại học liên quan đến việc sử dụng súng. Nhiều vụ nổ súng ở trường học được phân loại là vụ xả súng hàng loạt do có quá nhiều thương vong. Hiện tượng này phổ biến nhất tại Hoa Kỳ, nơi có số vụ xả súng liên quan đến trường học nhiều nhất. Xả súng tại trường học diễn ra ở nhiều nước trên thế giới.
Theo các nghiên cứu, những yếu tố đằng sau các vụ xả súng ở trường học bao gồm rối loạn chức năng gia đình, thiếu giám sát của cha mẹ, do bệnh tâm thần, bị bắt nạt và kì thị trong số nhiều vấn đề tâm lý khác. Những động cơ hàng đầu của những kẻ tấn công là: bắt nạt/ngược đãi/đe dọa (75%) và trả thù (61%), trong khi 54% báo cáo có nhiều lý do. Các động cơ còn lại bao gồm giải quyết vấn đề (34%), tự tử hoặc trầm cảm (27%) và tìm kiếm sự chú ý hoặc công nhận (24%).
Vụ nổ súng ở trường học đã gây ra một vài cuộc tranh luận chính trị về bạo lực súng đạn, chính sách không khoan nhượng, quyền sử dụng súng và kiểm soát súng.